# Бенгальский Новый год

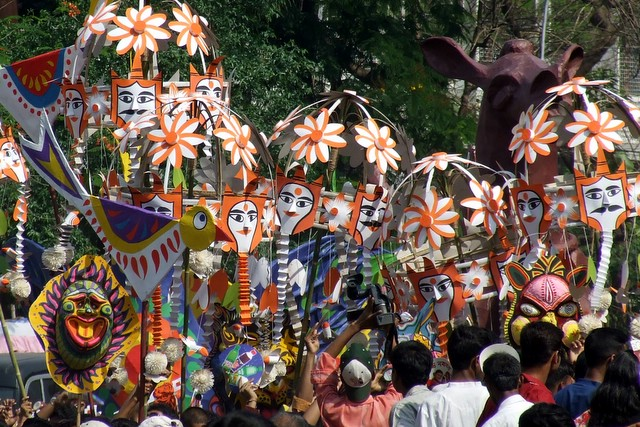
Празднование бенгальского Нового года в Дакке, Бангладеш

Бенгальский Новый год (бенг. বাংলা নববর্ষ — Bangla Nôbobôrsho), или Пойла бойшакх (бенг. পহেলা বৈশাখ — Pôhela Boishakh), празднуется в Западной Бенгалии, Бангладеш и в бенгальских общинах Ассама и Трипуры. Отмечается бенгальцами независимо от религиозной принадлежности. В Бангладеш праздник имеет статус национального и отмечается 14 апреля, а в Западной Бенгалии и Ассаме — имеет статус официального праздника штата и празднуется 15 апреля. Бенгальский Новый год основан на индуистском солнечном календаре и празднуется в одно и то же время с аналогичными фестивалями в других регионах Индии (Керала, Тамил-Наду, Ассам, Манипур, Орисса) и Юго-Восточной Азии (Камбоджа, Лаос, Мьянма, Таиланд).
30 ноября 2016 года ЮНЕСКО, отметив влияние на формирование всеобщей солидарности и демократических начал, внесла празднование Бенгальского нового года в репрезентативный список нематериального культурного наследия человечества.

## История
В период правления Моголов, сельскохозяйственные налоги собирались мусульманами на основе календаря хиджры. Однако, по причине того, что исламский календарь был лунным, время взимания налогов не совпадало со временем сбора урожая. В результате, крестьянам было крайне затруднительно платить налоги вне сезона. С целью облегчить процесс сбора налогов, император Акбар приказал провести реформу календаря. Известный учёный и астроном Фатехулла Ширази, на базе исламского лунного и индуистского солнечного календаря, создал бенгальский календарь. Новый сельскохозяйственный год был введён 10/11 марта 1584 года, но отсчитывался от года вступления Акбара на престол (1556). Новый год впоследствии получил название «Бенгальского Нового года».
Тогда же, в период правления Акбара, началась традиция празднования Нового года. Традиционно, бенгальцы в последний день старого года рассчитывались со всеми своими долгами, а в первый день нового года, богатые бенгальцы угощали своих работников сладостями. В день нового года также устраивались огромные ярмарки и празднества. Постепенно, празднование Нового года стала неотъемлемой частью общественной жизни и быта бенгальцев. Стало также популярным устраивать в этот день свадьбы. В первый день Нового года среди торговцев и купцов также было принято заводить новую книгу бухгалтерского учёта. Они приглашали своих клиентов и торговых партнёров, угощали их сладостями и заключали новые контракты. Эта традиция сохранилась до сих пор, в особенности среди торговцев ювелирными изделиями.

## Празднование

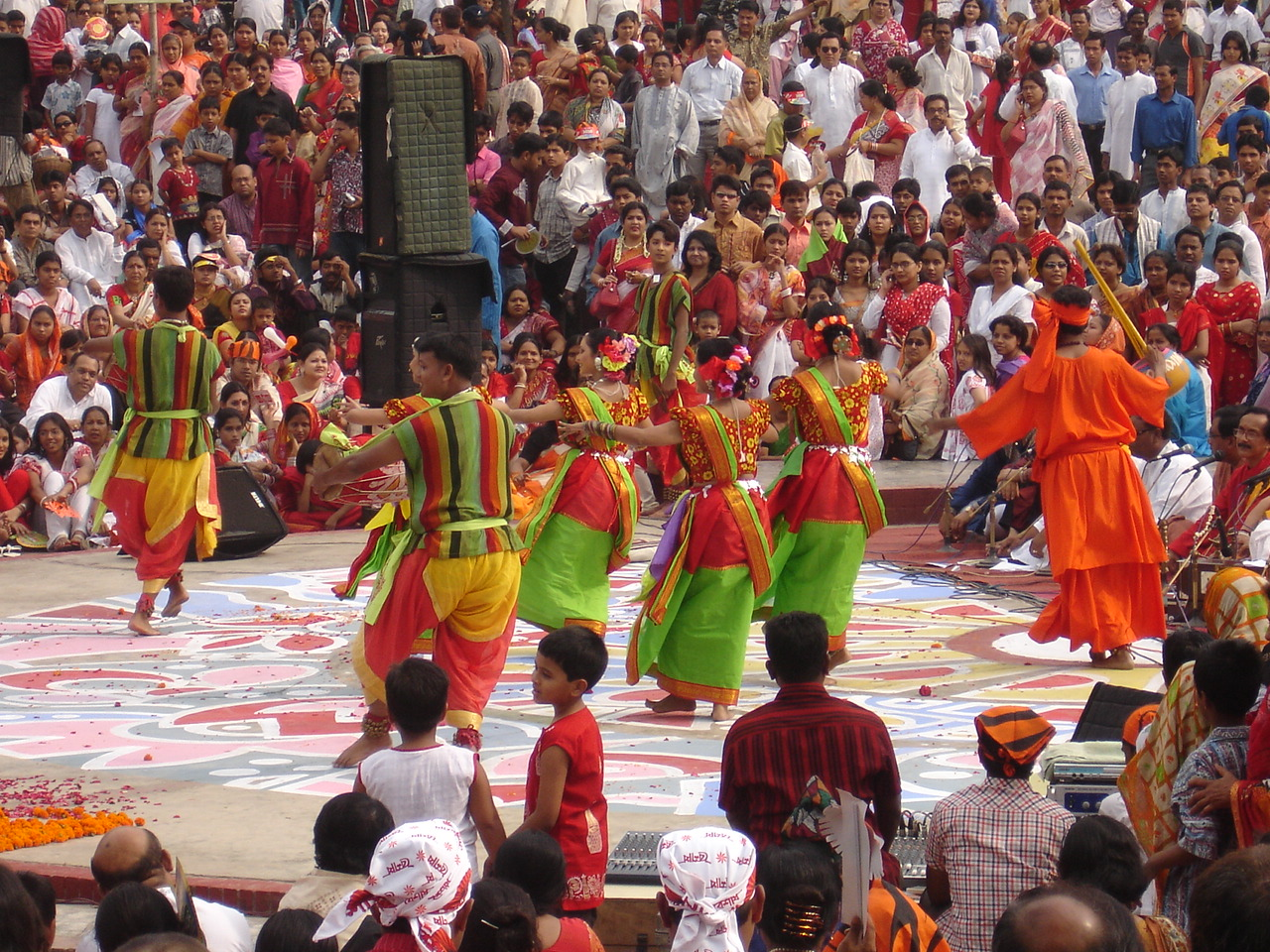
Красочное празднование бенгальского Нового года в Дакке

Готовясь к встрече Нового года, бенгальцы проводят у себя дома генеральную уборку, утром в новогодний день принимают омовение и надевают новую, самую дорогую одежду. В течение дня они навещают родственников, друзей и соседей. Для гостей приготавливаются изысканные блюда бенгальской кухни. Этот когда-то деревенский фестиваль теперь с огромным размахом празднуется в крупнейших городах Западной Бенгалии и Бангладеш — Калькутте и Дакке, где в новогодний день проводится большое количество культурных программ. В Калькутте, женщины, одетые в белые сари с красными каёмками, и одетые в дхоти и курты мужчины рано утром принимают участие в торжественных процессиях встречи первого дня нового года. Начиная с вечера предыдущего дня множество индуистов посещают храмы, где предлагают пуджу божествам с целью получить благословения, молятся о благополучии и процветании семьи. В этот день также проводятся крупные ярмарки. Самой крупной из них в Западной Бенгалии является проводимая в Калькутте «Бангла-санджит-мела», организуемая бенгальским правительством. На ярмарках продаются сельскохозяйственные продукты, произведения народных ремесленников, игрушки, косметика, а также разнообразные продукты питания, в особенности традиционные бенгальские сладости. На ярмарках также выступают певцы, музыканты и танцоры, ставятся театральные и кукольные спектакли на народные и религиозные мотивы (такие как игры Радхи-Кришны и др.)
Новогодний день считается очень благоприятным для разного рода начинаний. Также как и весь первый месяц года, он считается наиболее благоприятным для проведения свадеб. Предыдущий месяц бенгальцы посвящают покупкам, а торговцы выставляют свои товары на распродажу. В новогодний день бенгальцы основывают новые фирмы, торговцы заводят новые бухгалтерские книги. При этом проводится традиционная индуистская пуджа, в ходе которой священник-брахман декламирует мантры и рисует на новых бухгалтерских книгах индуистскую свастику.
Бенгальская община Великобритании празднует Новый год, проводя фестиваль на улицах Лондона, который является крупнейшим азиатским фестивалем в Европе и крупнейшим бенгальским фестивалем за пределами Западной Бенгалии. Бенгальский Новый год также широко празднуется в Австралии — Сиднее, Мельбурне и Канберре.

## Примечание
1. ↑  Новикова В. А. Бонкимчондро Чоттопаддхай: Жизнь и творчество. — Изд. Ленингр. ун-та, 1969. — С. 16. — 210 с.
2. ↑  Пять новых элементов внесены в Репрезентативный список культурного нематериального наследия человечества. UNESCO.Org. ЮНЕСКО (30 ноября 2016). Дата обращения: 2 декабря 2016. Архивировано 3 декабря 2016 года.